# 綠花台灣莪白蘭
綠花台灣莪白蘭（學名：Oberonia formosana Hayata f. viridiflora T. P. Lin）為蘭科莪白蘭屬（Oberonia ）下之一型，原變種為台灣莪白蘭。於2020年由臺灣植物學家林讚標發表，與原型台灣莪白蘭（Oberonia formosana Hayata f. formosana）的差異在於，台灣莪白蘭的花並非綠色。自從早田文藏發表台灣莪白蘭以來，便再無綠色花族群的觀察紀錄。
綠花台灣莪白蘭最原始的發現者為Da-Ming Huang，在新竹縣尖石鄉的一棵闊葉樹樹幹上，約離地 5 公尺。目前已知的族群很小，在綠花台灣莪白蘭附近，有一般橘色花的台灣莪白蘭族群，距離僅約 30-100 公尺。

### 型態
莖 3-6 公分長，被葉鞘包住，簇生，有 5-10 片覆瓦狀葉子。葉子鐮刀－線形至劍形，長 1.5-3 公分，寬 0.4-0.5 公分，先端漸尖。花莖纖細，下垂，長約 5-8 公分。花細小，綠色。花藥蓋（anthercap）白色至黃綠色。

### 生態特性
花期4月，台灣特有種。模式標本採集地位於新竹縣尖石鄉，海拔約1,500-1,600 公尺。

### 文獻來源
1. ↑  Tsan-Piao LIN.  (PDF). Taiwania. 2020, 65 (4): 463-472. doi:10.6165/tai.2020.65.463.
2. ↑  分類沙丘. . 2021-01-04  [2021-03-07] （中文（繁體））.